# 5,6-Dimetilbenzimidazol sintaza
5,6-Dimetilbenzimidazol sintaza (EC 1.14.99.40, BLUB) je enzim sa sistematskim imenom FMNH2 oksidoreduktaza (formira 5,6-dimetilbenzimidazol). Ovaj enzim katalizuje sledeću hemijsku reakciju
+ + O2 {\displaystyle \rightleftharpoons } 5,6-dimetilbenzimidazol + D-eritroza 4-fosfat + NAD+ + drugi produkt
C-2 atom iza 5,6-dimetilbenzimidazola je izveden iz C-1' ribitilne grupe FMNH2, dok je 2-H iz ribitil 1'-pro-S vodonika. Drugi produkt može da bude barbiturna kiselina.

## Literatura
- Nicholas C. Price; Lewis Stevens (1999). Fundamentals of Enzymology: The Cell and Molecular Biology of Catalytic Proteins (Third изд.). USA: Oxford University Press. ISBN 019850229X.
- Eric J. Toone (2006). Advances in Enzymology and Related Areas of Molecular Biology, Protein Evolution (Volume 75 изд.). Wiley-Interscience. ISBN 0471205036.
- Branden C; Tooze J. Introduction to Protein Structure. New York, NY: Garland Publishing. ISBN 0-8153-2305-0.
- Irwin H. Segel. Enzyme Kinetics: Behavior and Analysis of Rapid Equilibrium and Steady-State Enzyme Systems (Book 44 изд.). Wiley Classics Library. ISBN 0471303097.
- William P. Jencks (1987). Catalysis in Chemistry and Enzymology. Dover Publications. ISBN 0486654605.

## Spoljašnje veze
- 5,6-dimethylbenzimidazole+synthase на 